# Torfavan
Torfavan (en arménien Տորֆավան ; anciennement Kamishlu) est une communauté rurale du marz de Gegharkunik, en Arménie. Elle compte 526 habitants en 2008.